# Amateur Football Alliance
La Amateur Football Alliance (en español: Alianza del Fútbol Aficionado) es una federación de fútbol de condado de Inglaterra, aunque a diferencia de la mayoría de asociaciones de este tipo, no cubre un área geográfica en particular. Fue fundada en 1906 como Amateur Football Defence Council (en español: Consejo de Defensa del Fútbol Aficionado), fue conocida brevemente como Amateur Football Defence Federation (en español: Federación de Defensa del Fútbol Aficionado) y se refundó en 1907 como Amateur Football Association (en español: Asociación de Fútbol Aficionado), cuando la Asociación Inglesa de Fútbol (The Football Association) exigió que todas las asociaciones de condado admitieran clubes profesionales. Su objetivo era, a medida que se iniciaba el declive del amateurismo en los niveles más altos del fútbol, proteger y preservar el espíritu amateur original. Se enorgullece de la habilidad y competitividad de sus ligas, y de sus tradiciones de juego limpio y respeto por los oponentes y los árbitros. Muchas ligas aún mantienen reglas que requieren que los clubes proporcionen alimentos y bebidas a sus oponentes y árbitros después del partido en el local del club o en un pub.

## Historia

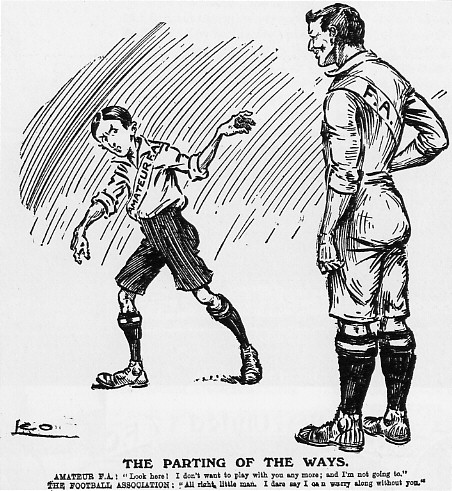
Un punto de vista sobre la escisión.

Con la tensión entre los clubes de aficionados y la Football Association aumentando debido al incremento del profesionalismo, la organización se formó en mayo de 1906 como Amateur Football Defence Council (Consejo de Defensa del Fútbol Aficionado), luego de un acuerdo unánime en una reunión de alrededor de 100 clubes del área metropolitana de Londres. En septiembre de 1906, la AFDC advirtió a la London FA de que sus clubes boicotearían la London Senior Cup de la temporada siguiente. Posteriormente ese mismo mes la organización pasó a llamarse Amateur Football Defence Federation (Federación de Defensa del Fútbol Aficionado).

### Separación de la asociación de fútbol
Tras la reunión general de la Football Association del 31 de mayo de 1907, la Federación decidió que, en interés del fútbol aficionado, se debía crear una organización nueva y separada. La reunión inaugural de la Amateur Football Association (Asociación de Fútbol Aficionado) se llevó a cabo en el Crown Room del restaurante Holborn el 7 de julio de 1907. Alfred Lyttelton, miembro del parlamento, se dirigió a los presentes, antes de que B.A. Glanville del Clapham Rovers propusiera la formación de la Asociación, que fue secundada por N.C. Bailey. Se declaró que la fundación de la Asociación no era en oposición al profesionalismo en el deporte sino debido al "crecimiento de hongos que se habían adherido a la maquinaria de gestión del fútbol". Lord Alverstone fue elegido como el primer presidente de la nueva sociedad, y los Corinthians se ofrecieron a proporcionar un trofeo para una nueva competición de copa. El comité de la Federación preexistente fue elegido para la nueva organización.

### Prohibición de jugadores y clubes amateur por la Football Association
La Football Association respondió prohibiendo a los jugadores aficionados jugar en clubes profesionales. Además, desapareció el Sheriff of London Charity Shield después de que la FA se negara a proporcionar un equipo profesional para el partido y prohibiera a todos sus miembros participar o proporcionar instalaciones. Sin embargo, una resolución posterior de la FA especificó que los jugadores que hubieran jugado para el equipo de su escuela, colegio o universidad, aunque dicho equipo fuera miembro de la Amateur Football Association, no tendrían prohibido jugar en un equipo profesional. Además, la FA pidió a las asociaciones de fútbol de Escocia, Gales e Irlanda que no reconocieran la formación de la AFA.
Varios equipos se vieron obligados a elegir entre una asociación u otra. La Universidad de Cambridge prometió su lealtad a la Amateur Football Association y, en respuesta, también lo hizo la Universidad de Oxford, aunque habría preferido permanecer neutral entre las dos. Tanto la Essex FA como la Leicestershire FA fueron las primeras partidarias de las acciones de la Football Association contra la AFA. Por su parte, tanto las Asociaciones de Fútbol del Ejército como de la Marina Real afrontaron la cuestión de a qué Asociación apoyar sometiéndolo a votación de sus clubes miembros, lo que dio como resultado que ambas permanecieran en la Football Association.
La AFA intentó ingresar en la FIFA, pero no fue admitida, por lo que en marzo de 1909 fundó una nueva federación internacional alternativa, la UIAFA, junto a otras dos federaciones, la francesa USFSA y la bohemia ČSF.

### Prohibición derogada
El cisma duró hasta 1914, cuando la FA acordó permitir que la AFA mantuviera su política amateur. La AFA, Oxford, Cambridge y las escuelas públicas nominarían cada una a un miembro del Consejo de la FA, y la AFA también estaría representada en el comité de selección del equipo nacional y en el comité de la Copa Amateur. Un máximo de doce clubes por año (cuatro de un mismo condado) podrían unirse a la AFA.
Dos clubes actuales de la AFA ganaron la FA Cup: Old Etonians y Old Carthusians, quienes actualmente juegan en la Arthurian League. Entre los miembros anteriores de la AFA se encuentran Ipswich Town, Barnet, Cambridge City, Casuals y Corinthians. Sir Stanley Rous, que fue presidente de la FIFA,  fue también presidente de la AFA. La competición insignia de la AFA es la AFA Senior Cup, que disputan los clubes afiliados a la AFA los sábados por la tarde. La mayoría de estos clubes están en una de las tres ligas jugadas en Sábado afiliadas a la AFA, la Southern Amateur League, la Amateur Football Combination y la Arthurian League, habiendo sido fundada la primera de ellas en el mismo año que la AFA (1907) por más o menos el mismo grupo de gente.
El corazón de la AFA está en Londres y los home counties .
La organización cambió su nombre a Amateur Football Alliance en abril de 1934.